# Morrison (Colorado)
Morrison ist eine US-amerikanische Town mit Home Rule Municipality im Jefferson County im Bundesstaat Colorado. Der United States Census 2020 zählte 396 Einwohner.

## Attraktionen
Der Ort am Colorado State Highway 8, ungefähr 20 Kilometer südwestlich von Denver, beherbergt das Red Rocks Amphitheatre, das 2007 bei den Billboard Touring Awards ausgezeichnet wurde.
Ein hier 1877 von Arthur Lakes gefundenes Stegosaurus-Fossil sorgte für die Bezeichnung Morrison-Formation.

## Persönlichkeiten
- Arthur Lakes (1844–1917), Paläontologe
- Brandon Barnes (* 1978), Schlagzeuger der Band Rise Against